# Auerbach (Elztal)
Auerbach ist seit 1973 ein Ortsteil der Gemeinde Elztal im Neckar-Odenwald-Kreis in Baden-Württemberg. Der erstmals im Jahre 791 in einer Lorscher Urkunde als Urbach erwähnte Ort wurde wahrscheinlich im Zuge der fränkischen Landnahme gegründet.

## Lage und Verkehrsanbindung
Auerbach liegt im mittleren Bereich der Gemeinde Elztal. Am südlichen Ortsrand verläuft die B 292, westlich und nördlich des Ortes verläuft die B 27. Westlich fließt die Elz, ein rechter Nebenfluss zum Neckar. Durch den Ort fließt der Auerbach, ein Zufluss zur Elz. Südwestlich erstreckt sich das 103 ha große Naturschutzgebiet Dallauer Tal.

## Wappen

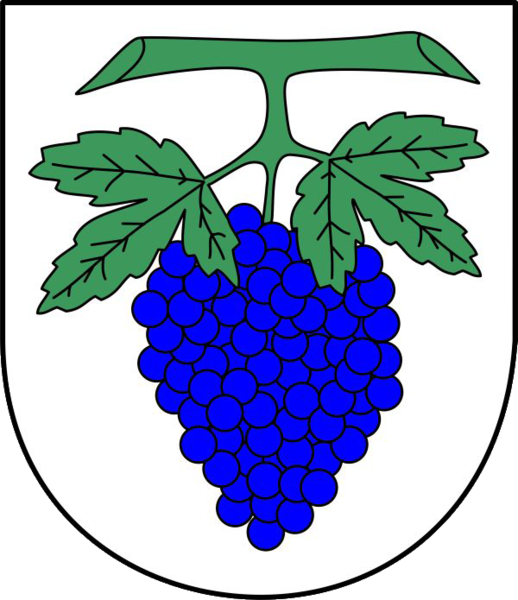

Blasonierung: Das Wappen von Auerbach zeigt „in Silber eine blaue Weintraube an grünem Zweig mit zwei Blättern.“ (siehe Liste der Wappen im Neckar-Odenwald-Kreis, Anmerkung 32)